# Iraan
La ville d’Iraan (en anglais [ˌaɪrəˈʔæn]) est située dans le comté de Pecos, dans l’État du Texas, aux États-Unis. Elle comptait 1 238 habitants lors du recensement de 2000.

## Histoire
La localité a été nommée en hommage à Ira et Ann Yates, propriétaires du terrain sur lequel elle a été fondée.

## Source
- (en) Cet article est partiellement ou en totalité issu de l’article de Wikipédia en anglais intitulé « Iraan, Texas » (voir la liste des auteurs).